# Anjouanella comorensis
Anjouanella comorensis är en spindelart som beskrevs av Léon Baert 1986. Anjouanella comorensis ingår i släktet Anjouanella och familjen Mysmenidae. Inga underarter finns listade i Catalogue of Life.